# Z: Steel Soldiers
Z: Steel Soldiers è un videogioco strategico in tempo reale sviluppato dalla The Bitmap Brothers nel 2001. Distribuito anche con il titolo Steel Soldiers, è il seguito di Z.
A differenza del predecessore, il videogioco presenta una grafica tridimensionale, ma ne mantiene comunque la formula di strategico puramente militare, a scapito del campo economico, in quanto si è incentrati nell'espansione del territorio e dell'esercito.

## Trama
Il videogioco è ambientato 509 anni dopo le vicende di Z. A differenza del primo gioco, che consisteva in una trama praticamente inesistente, con due schieramenti che si combattevano senza apparente ragione, questo titolo è guidato da una trama effettiva, scritta da Martin Pond.